# Butterbox Babies
Butterbox Babies war der Name, unter dem ein Fall von Adoptivkinderschmuggel und mehrfacher fahrlässiger Kindstötung bekannt wurde, der sich zwischen 1928 und 1946 in East Chester im kanadischen Neuschottland abgespielt hatte.
William Peach Young und Lila Gladys Young eröffneten dort ein Geburtshaus für unverheiratete Mütter, die gegen eine Gebühr ihr Kind abgeben konnten. Die Kinder wurden meist in die USA geschmuggelt, wo kinderlose jüdische Paare viel Geld dafür bezahlten, ein kanadisches Kind als ihr eigenes auszugeben. Grund dafür war ein damals in den USA herrschendes Gesetz, das es Ehepaaren verbot, Kinder anderer Religionen zu adoptieren. 
Wegen der schlechten medizinischen Betreuung und der fehlenden Ausbildung im Hebammenwesen der tiefreligiösen Youngs starben viele Kinder bei der Geburt. Manche der zeitweise über 70 Kinder im Heim wurden teilweise nur mit Melasse und Wasser gefüttert, viele Krankheiten ließen die Babys zugrunde gehen. Die toten Kinder begrub man jeweils hinter dem Haus in kleinen hölzernen Kisten, wie sie für Molkereiprodukte benutzt wurden. Daher kam später der Name Butterbox Babies.  
Nachdem mehrere Personen sich über die schlechten Zustände im florierenden The Ideal Maternity Home beklagt hatten, schlossen die Behörden 1946 das Heim. Es wurden teilweise auch Vorwürfe erhoben, dass das Ehepaar Kinder mit Kissen erstickt haben soll. Die Youngs versuchten noch mehrere Jahre, den Kinderschmuggel aufrechtzuerhalten, dies wurde aber schließlich von den Behörden unterbunden. Beide starben verarmt in den 60ern.
Heute versuchen mehrere kanadische Organisationen, die damals in die USA geschmuggelten Kinder wieder mit ihren biologischen Müttern zusammenzuführen.

## Film
Don McBrearty drehte 1994 den Spielfilm Butterbox Babies (u. a. mit Susan Clark, Peter MacNeill), der sich an diesen Kriminalfall anlehnte.